# Neurolepis aperta
Neurolepis aperta är en gräsart som först beskrevs av William Munro, och fick sitt nu gällande namn av Pilg.. Neurolepis aperta ingår i släktet Neurolepis och familjen gräs. Inga underarter finns listade i Catalogue of Life.